# بيير شارل فيلنوف
الأدميرال بيير تشارلز فيلينوف (بالفرنسية: Pierre Charles Silvestre de Villeneuve)‏ عسكري فرنسي 31 ديسمبر 1763 - 22 أبريل 1806 فرنسا. نائب أدميرال الاسطول الفرنسي في فترة الحروب النابليونية وقائد الأسطول الإسباني الفرنسي في معركة طرف الغار.